# Ceratostema alatum

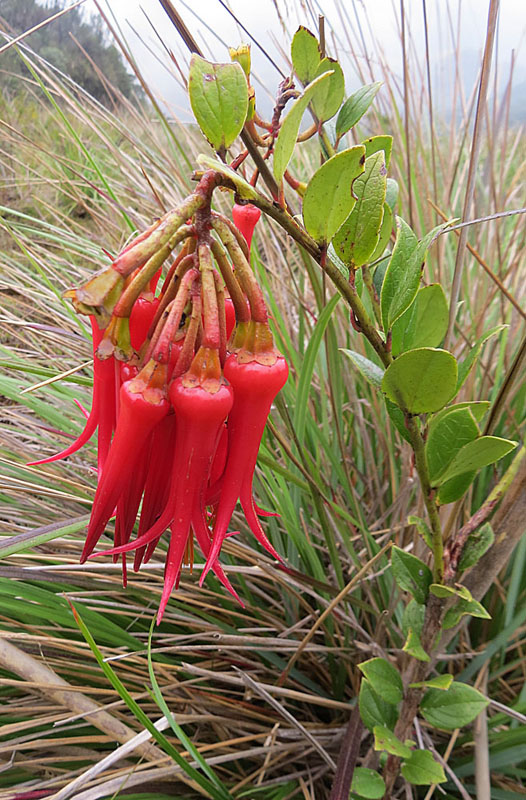
Blüten

Ceratostema alatum ist eine Pflanzenart in der Familie der Heidekrautgewächse aus Ecuador und Kolumbien. Sie kommt bis in eine Höhe von etwa 4000 Meter in der Vegetation der Páramo vor.

## Beschreibung
Ceratostema alatum wächst als Strauch bis 1,5–3 Meter hoch, selten auch als Epiphyt.
Die einfachen, kurz gestielten Laubblätter sind dickledrig und kahl. Der fast kahle Blattstiel ist bis 5 Millimeter lang. Die rundspitzigen bis spitzen Blätter sind am öfters leicht umgebogenen, fein drüsenhaarigen Rand entfernt gekerbt oder feingesägt. Sie sind elliptisch bis eiförmig, bis 5–6 Zentimeter lang und bis 3–3,5 Zentimeter breit.
Es werden achselständige, kleine und traubige, kahle Blütenstände mit etwa bis zu 7 Blüten gebildet. Die hängenden, roten, glänzenden und gestielten, zwittrigen, fünfzähligen Blüten mit doppelter Blütenhülle sind bis etwa 6 Zentimeter lang. Es sind kleine Trag- und Deckblätter vorhanden. Der kleine, breit- und dickrippige, rötliche, fleischige und becherförmige Blütenbecher mit 5 kleinen, bespitzten, breit-eiförmigen Kelchlappen (Limb) steht am dicken, bis 2,5 Zentimeter langen Blütenstiel mit einem „Gelenk“. Die fleischige, fünfeckige und kahle Krone ist basal leicht aufgeblasen, verdickt und dann rippig und konisch, kegelförmig zulaufend mit, in der oberen Hälfte, spreizenden, schmal-eilanzettlichen Zipfeln. Der Fruchtknoten ist unterständig mit einem langen, schlanken aber steifen, leicht konischen und kahlen, leicht vorstehenden, teils rötlichen Griffel mit sehr kleiner, kopfiger Narbe. Es sind 10 freie, ungleich lange, eingeschlossene Staubblätter in zwei Kreisen, mit sehr kurzen Staubfäden vorhanden. Die langen Antheren besitzen oben eine etwas kürzere, hohle und wenig flexible Granne, eine dünne Röhre (Tubules), die sich oben mit einer schrägen, kleinen Pore öffnet. Die Grannen sind im oberen Teil eng zusammenstehend. Es ist ein Diskus vorhanden.
Es werden kleine, bis 1,5–2 Zentimeter große, etwas abgeflachte und rundliche, rötliche, glänzende Beeren gebildet.

## Verwendung
Die leicht süßen Früchte sind essbar.